# Bob Nastanovich
Robert "Bob" Nastanovich (Rochester, Nueva York, Estados Unidos, 27 de agosto de 1967 (57 años)) es un músico estadounidense miembro de la banda de indie rock Pavement, así como de Silver Jews, Ectoslavia, Pale Horse Riders y Misshapen Lodge.

## Biografía
Bob Nastanovich nació en Rochester, Nueva York. Asistió a la Universidad de Virginia, donde conoció a Stephen Malkmus de Pavement y al futuro líder de Silver Jews David Berman (músico). Los tres se mudaron a Jersey City, Nueva Jersey, viviendo y trabajando juntos en varios trabajos en galerías de arte (como guardias de seguridad) y Nastanovich como conductor de autobús y gerente de terminal de autobuses en la ciudad de Nueva York y Hoboken. Durante este período Malkmus recuperó el contacto con su viejo amigo Scott Kannberg para grabar el primer álbum (por entonces no oficial) de Pavement, Slanted and Enchanted en el estudio casero improvisado  del baterista Gary Young. También, durante este tiempo, se pusieron las bases de lo que serían los futuros Silver Jews (Nastánovich, Malkmus y Berman).
Tras su incorporación a la banda en 1990 quedó a cargo de diversas funciones, principalmente coros, percusión, armónica y teclado de efectos. Inicialmente su papel clave era el de cronometrador asistente, centrando efectivamente los esfuerzos del distraído y excéntrico Young. Nastanovich continuó siendo miembro de la banda tras la marcha de Young, convirtiéndose Steve West en el nuevo baterista.
Nastanovich fue la voz principal en la interpretación en directo de las canciones "Debris Slide", "Conduit for Sale" y "Unfair". Es conocido por su presencia escénica y su grito característico.
Nastanovich también ha tocado en varios discos de Silver Jews. Ha dirigido las giras de Stephen Malkmus and the Jicks, the Frogs, Huggy Bear, Fila Brazillia (como miembro del equipo de montaje) y Silver Jews. Además, ha tocado en grabaciones de Palace Brothers, Tall Dwarf y Pale Horse Riders. Nastanovich también ha sido miembro en algún momento de la banda de improvisación de estilo post-rock Misshapen Lodge, formada en Hull en una de sus visitas a la ciudad.
Se reincorporó a Pavement para su gira mundial "Reunion" en 2010.

## Carreras de caballos
Nastanovich es un fanático de las carreras de caballos pura sangre, y posee, cría y administra muchos caballos en su actual hogar de Des Moines, Iowa. Después de la separación de Pavement, trabajó como agente para los jockeys Greta Kuntzweiler y Joe Johnson.

## Vida personal
Nastanovich se casó con la artista Whitney Grey Courtney el 21 de febrero de 2009.
Actualmente trabaja como analista de carreras de caballos para la empresa Equibase, y también en Prairie Meadows en Altoona, Iowa. También cubre la información sobre hipódromos para el Daily Racing Form como escritor y corresponsal.

## Discografía
- 1991 – Early Times (Silver Jews)
- 1992 – Arizona Record (Silver Jews)
- 1993 – Watery, Domestic EP (Pavement)
- 1994 – Crooked Rain, Crooked Rain (Pavement)
- 1994 – Starlite Walker (Silver Jews)
- 1995 – Vituperate (Pale Horse Riders)
- 1995 – Wowee Zowee (Pavement)
- 1997 – Brighten the Corners (Pavement)
- 1999 – Terror Twilight (Pavement)
- 2005 – Tanglewood Numbers (Silver Jews)
- 2018 – Voces en la canción Send In The Drums de la banda australiana Turnstyle.